# ويليام نيكلسون (لاعب كريكت)
ويليام نيكلسون (2 سبتمبر 1825 - 25 يوليو 1909) (بالإنجليزية: William Nicholson)‏ هو سياسي ولاعب كريكت بريطاني (وحمل سابقاً جنسية المملكة المتحدة لبريطانيا العظمى وأيرلندا).